# Mali škržatki
Mali škržatki (znanstveno ime Cicadellidae) so velika družina polkrilcev, ki jo uvrščamo v podred Auchenorrhyncha (Škržadi in škržatki), z več kot 10.000 danes živečimi opisanimi vrstami. So rastlinojede žuželke, ki sesajo rastlinske sokove iz listov in drugih mehkih delov rastlin, na katerih se tudi največ zadržujejo.

## Opis
So majhne žuželke, dolge večinoma do pol centimetra, največji pa dosežejo tri centimetre v dolžino. Pogosto so varovalne zelene ali rjave barve, med njimi pa so tudi vrste z živobarvnimi vzorci. Po telesni zgradbi na daleč spominjajo na slinarice (družina Cercopidae), le da so bolj podolgovati in ozki, tako kot slinarice pa imajo koničasto glavo z velikimi očmi ob strani, kratke nitaste tipalnice, dobro viden sprednji del oprsja (pronotum) s trikotnim ščitkom (skutelum) zadaj in v celoti obarvan sprednji par kril. Krila ob mirovanju zlagajo strehasto. Od slinaric se ločijo po širokih in dolgih prvih členih (koksah) zadnjega para nog, ki segajo skoraj do začetka zadka, ter eni ali več vrstah bodic na tibijah zadnjih nog (slinarice imajo samo posamezne bodice). Na račun močnih zadnjih nog lahko daleč skočijo, kadar jih kaj vznemiri.
Kot večina drugih polkrilcev se tudi mali škržatki na kratke razdalje sporazumevajo z vibracijami, ki se prenašajo po zelenem rastlinskem tkivu, pri čemer pa mehanizem za proizvajanje vibracij še ni povsem razjasnjen. Mehansko valovanje, ki nastaja pri tem, se preko nog prenese na podlago, druga žival (največkrat spolni partner) pa ga zazna s posebnimi receptorji v nožnih sklepih. Drug mehanizem produkcije vibracij je butanje ob podlago. Feromonov ne uporabljajo, tipalnice služijo predvsem za zaznavanje hlapnih snovi, po katerih prepoznajo gostiteljske rastline (kairomonov).
V območjih z zmernim podnebjem se po navadi izmenja le ena generacija letno, le pri nekaterih vrstah dve ali tri. Zimo preživijo kot jajčeca ali odrasle živali, spet odvisno od vrste.

## Ekologija
Vse vrste malih škržatkov so rastlinojede, specializirane na prehranjevanje z listi rastlin. Z ostrim bodalom prebadajo povrhnjico in sesajo sokove. S sesanjem sokov in izločanjem prebavnih encimov, ki uničujejo klorofil, povzročajo značilne blede madeže na listih; kadar je živali veliko, se ti madeži združijo in celoten list pobledi. Mnoge vrste izločajo mano, ki jo sestavljajo neprebavljeni sladkorji in odvečna tekočina, z njo se prehranjujejo druge živali (npr. mravlje) ter glive.
Kratek življenjski krog pomeni, da se lahko ob ugodnih pogojih izjemno namnožijo in jih lahko poleti najdemo na skoraj vsakem drevesu ali grmu, najdemo pa jih tudi na travah ter drugih zelnatih rastlinah. Posamezne vrste pa so specializirane na prehranjevanje z ozkim naborom gostiteljskih rastlin, katerih rastišče določa območje razširjenosti vrste.  Poznavalec lahko tako opiše združbo rastlin na določenem območju samo na podlagi zbranih primerkov od tam.

### Pomen za človeka
Za človeka so pomembne vrste malih škržatkov, ki se prehranjujejo s kulturnimi in okrasnimi rastlinami. Škodo povzročajo na pet različnih načinov:
1. z izsesavanjem rastlinskih sokov in uničevanjem klorofila, kar povzroča bele ali rumenkaste pege na listih
2. s fizičnim blokiranjem prevodnih elementov v listu, kar povzroča porjavitev, sprva zunanjosti, nato pa celotnega lista
3. nekaj vrst odlaga jajčeca v zelene vejice, zaradi česar lahko končni del vejice odmre
4. z oviranjem pretoka rastnih faktorjev in poškodbo celic meristema povzročajo gubanje ali nepravilno rast listov
5. s prebadanjem povrhnjice vnašajo druge, mikroskopske patogene organizme (glive, bakterije itd.) v tkivo

Skupni imenovalec je slabša rast rastlin in s tem izpad pridelka ali manjša estetska vrednost. 
V Sloveniji najbolj znani so škržatki, ki napadajo vinsko trto, razširjeni pa so predvsem na Primorskem - zeleni škržatek (Empoasca vitis), krhlikin škržatek (Zygina rhamni)  in ameriški škržatek (Scaphoideus titanus), ki so ga zanesli iz Severne Amerike in prenaša povzročitelja zlate trsne rumenice, nevarne bolezni vinske trte.

## Sistematika in evolucija
Najstarejše fosilne ostanke so našli v Braziliji, datirajo jih v zgodnjo kredo (pred približno 120 milijoni let).
Taksonomski status družine še ni popolnoma sprejet. Nekateri avtorji tako male škržatke obravnavajo na nivoju naddružine Cicadelloidea, ki se nato deli v več družin. Nejasno je tudi razmerje med njimi in sorodnimi družinami, saj so predstavniki treh poddružin malih škržatkov bolj podobni grbastim škržatkom (družina Membracidae) kot preostalim malim šrkžatkom.
Določanje vrst malih škržatkov je težavno in pogosto zahteva mikroskopski pregled samčevih genitalij. Zaradi tega je skupina z izjemo vrst, ki delajo škodo na kulturnih rastlinah, slabo raziskana. Vrste se razlikujejo tudi po vibracijskih signalih, vendar je za preučevanje teh potrebna specializirana oprema za snemanje (kontaktni mikrofon ali laserski vibrometer).
Ocenjujejo, da živi v srednji Evropi okoli 320 vrst, v Sloveniji pa na račun velike geografske in klimatske raznolikosti po do sedaj zbranih podatkih živi skoraj 250 vrst, pri čemer je dejanska številka verjetno še višja, saj favna škržatkov na slovenskem še ni popolnoma raziskana.